# Костів Василь
Василь Костів (* 2 лютого 1889 — † ?) — поручник, технічний експерт Української Галицької Армії.

## Життєпис
Народився 2 лютого 1889 у селі Буцнів, близько Тернополя.
Після закінчення гімназії навчався у політехнічному інституті.
З початком Першої світової війни мобілізований до збройних сил Австро-Угорщини.

З грудня 1918 на службі у Летунському відділі Української Галицької армії. Влітку 1919 як технічний експерт направлений до Берліна для закупівлі літаків на замовлення Повітряного флоту УНР та Української Галицької армії. Його професійні здібності високо цінував командир Летунського відділу УГА сотник Петро Франко : 
Одним із найкращих технічних старшин був Костів, завжди спокійний, здержливий із червоним відмороженим обличчям. У всіх труднощах знаходив щасливий вихід і я мав із нього направду поміч.
У 1920 разом з рештками УГА пробився до Чехословаччини, де згодом проживав. Подальша доля невідома.